# Západní hornolužická vrchovina
Západní hornolužická vrchovina (německy Westliches Oberlausitzer Bergland) je jednou ze čtyř částí (mesogeochor) německého dílu Šluknovské pahorkatiny (Lausitzer Bergland, respektive Oberlausitzer Bergland). Jejím nejvyšším vrcholem je Ungerberg (538 m).

## Přírodní poměry
Převážná většina Západní hornolužické vrchoviny se rozkládá na území města Neustadt in Sachsen, okrajové části pak zasahují na území Sebnitz, Steinigtwolmsdorfu, Schmöllnu-Putzkau a Bischofswerdy. Na západě a jihu přechází vrchovina volně do Západolužické pahorkatiny a vrchoviny, na severu pak navazuje sousední jednotka Severní hornolužická vrchovina. Východní hranice je umělá a tvoří ji česko-německá státní hranice. Charakteristická hřebeno-údolní struktura zde byla erozí pozměněna na terénní strukturu menšího rozsahu. Mezi hřeben od Rüdenbergu (444 m) po Wachberg (439 m) a masivy Ungerbergu (538 m) a Hoher Hahnu (528 m) je vklíněna Neustadtská pánev, tedy horní údolí Polenze a údolí Lohbachu. Nejvyšším bodem je vrchol Ungerbergu (538 m), nejnižším pak hladina Polenze (302 m). V geologickém podloží převažuje drobnozrnný dvojslídý hybridní granodiorit, v menší míře je zastoupen střednězrnný lužický granodiorit. Hojně jsou zastoupeny průniky třetihorních vulkanitů (čedič a příbuzné horniny) a žíly doleritu. Nejrozšířenějším půdním typem, vázaným na podložní granitoidy, je kambizem, kterou v údolích kolem potoků střídají gleje a pseudogleje. Území je odvodňováno převážně Polenzí, menší plochy na jihu vrchoviny pak Sebnicí a na severu pak řekou Wesenitz. Všechny tři řeky náleží k povodí Labe a úmoří Severního moře. V území převládají jehličnaté lesy s převažující monokulturou smrku ztepilého (Picea abies), zvláště na Ungerbergu se však dochovaly původní acidofilní bučiny s hojným zastoupením buku lesního (Fagus sylvatica), jasanu ztepilého (Fraxinus excelsior) a javoru klenu (Acer pseudoplatanus). Původně hojně zastoupená jedle bělokorá (Abies alba) téměř vymizela. Průměrné roční teploty se pohybují v rozmezí 6,5–7,2 °C, průměrné roční srážky pak mezi 750 až 900 mm. Na území zasahuje chráněná krajinná oblast Oberlausitzer Bergland a nachází se zde přírodní rezervace Unger.

## Vrcholy
Výběr zahrnuje kopce pojmenované na Saské topografické mapě 1 : 10 000, jejichž vrchol leží na německém území.
- Ungerberg (538 m)
- Gerstenberg (533 m)
- Hoher Hahn (528 m)
- Steinberg (511 m)
- Schelmberg (503 m)
- Hutberg (503 m)
- Seifberg (502 m)
- Knoffenberg (484 m)
- Lexberg (483 m)
- Goldberg (472 m)
- Döringsberg (464 m)
- Schimmigs Höhe (459 m)
- Rüdenberg (444 m)
- Wachberg (439 m)
- Tannenberg (436 m)
- Krügers Berg (434 m)
- Hutberg (431 m)
- Schadensberg (425 m)
- Fuchsberg (414 m)
- Hirtenberg (400 m)
- Mühlberg (397 m)
- Forkersberg (394 m)
- Karrenberg (391 m)
- Krähenhecke (385 m)
- Himmelsberg (374 m)
- Heidehübel (344 m)